# 魯塞尼亞國王
魯塞尼亞國王、羅斯國王、加利西亞和洛多梅里亞國王、魯塞尼亞土地領主和繼承人（羅馬化：Korol Rusi, korol Halychyny i Volodymyrii, kniaz i volodar Vsiiei Zemli Ruskoi）是加利奇-沃伦王国（在西歐被稱作「魯塞尼亞王國」，Kingdom of Ruthenia）統治者的正式頭銜，另外可簡稱為羅斯國王。

## 歷任者
1. 丹尼爾，1253年至1264年在位
2. 列夫一世，1264年至1301年在位
3. 尤里一世，1301年至1308年在位
4. 安德烈（英语：Andrew of Galicia），1308年至1323年在位（共治）
5. 列夫二世（英语：Leo II of Galicia），1308年至1323年在位（共治）
6. 尤里二世，1323年至1340年在位

1340年，加利奇-沃伦战争爆發，加利奇－沃伦王國被波蘭國王卡齊米日三世正式終結建制，納為一省。